# هارون هال
هارون هال (بالإنجليزية: Aaron Hall)‏ هو مغن مؤلف ومغني أمريكي، ولد في 10 أغسطس 1964 في نيويورك في الولايات المتحدة.

## وصلات خارجية
- هارون هال على موقع ميوزك برينز (الإنجليزية)
- هارون هال على موقع ديسكوغز (الإنجليزية)